# Leva sredina
Leva sredina je politična pozicija v okviru političnega spektra. Levosredinske nazore zaznamuje naklonjenost zasledovanju socialne pravičnosti z reformami znotraj obstoječe ureditve. Levosredinski politični ukrepi so namenjeni doseganju neke stopnje socialne enakosti prek promocije enakih možnosti. Leva sredina idejno načeloma ni naklonjena enakosti izidov.
Leva sredina je idejno odklonilna do velikih socioekonomskih razlik in zastopa ukrepe za promocijo večje ekonomske enakosti, vključno s progresivno obdavčitvijo, minimalno plačo, regulacijo delovnih pogojev, omejitev delovnika in zaščitami sindikalne dejavnosti.
V Evropi politično levo sredino predstavljajo socialni demokrati in progresivci ter nekateri izmed demokratičnih socialistov, socialnih liberalcev, zelenih in krščanske levice.

## Politični cilji
Glavni levosredinski politični cilji oz. ukrepi vključujejo:
- mešano ekonomijo, ki vključuje javno oz. brezplačno šolstvo, univerzalni zdravstveni sistem, otroško varstvo in brezplačne državne storitve dostopne vsem državljanom;
- sistem socialnega varstva, ki vključuje univerzalni pokojninski sistem, bolniško oz. invalidsko nadomestilo in nadomestilo za brezposeljnost;
- državno regulacijo gospodarstva za zaščito interesov delavcev in potrošnikov;
- progresivno obdavčitev, davek na premoženje, davek na dodano vrednost, davčne odpustke in subvencije za revne;
- kejnezijanske ekonomske ukrepe.